# Dorfkirche Trechwitz

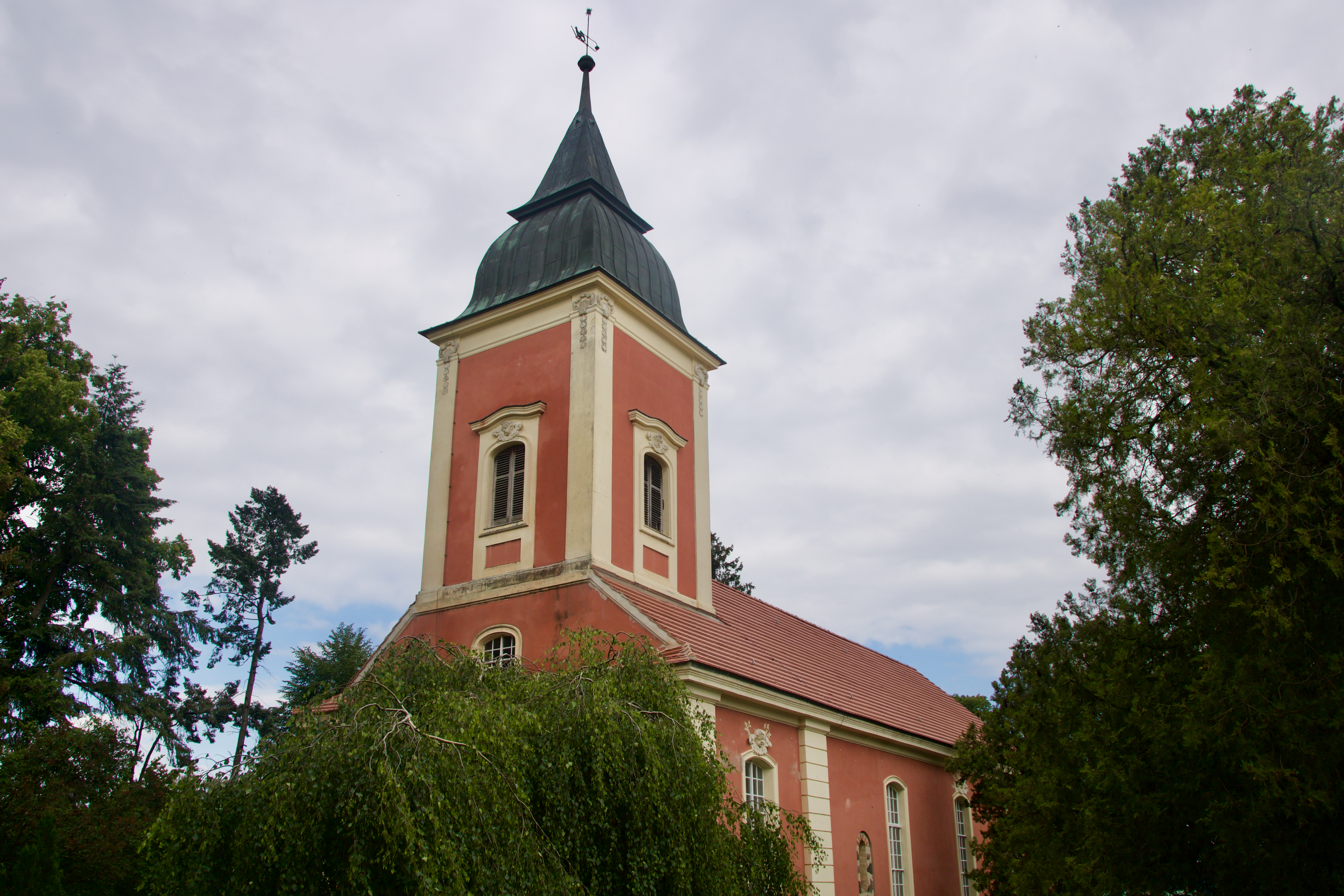
Dorfkirche in Trechwitz

Die evangelische Dorfkirche Trechwitz ist eine Saalkirche in Trechwitz, einem Ortsteil der Gemeinde Kloster Lehnin im brandenburgischen Landkreis Potsdam-Mittelmark. Die Kirche gehört zur Evangelischen Lukas-Kirchengemeinde Jeserig im Kirchenkreis Mittelmark-Brandenburg der Evangelischen Kirche Berlin-Brandenburg-schlesische Oberlausitz.

## Lage und Geschichte
Die Kirche von Trechwitz befindet sich am östlichen Rand des Ortes, südlich der Von-Knobelsdorff-Straße und ist von einem Kirchhof umgeben, der bis heute belegt wird und von einer Ziegelmauer des 19. Jahrhunderts umschlossen wird. Auf der Süd- und teilweise auf der Ostseite besteht die Mauer aus Feldsteinen. Der Kirchhof ist mit zahlreichen alten Bäumen bewachsen. Nördlich des Eingangs zur Kirche befindet sich ein Denkmal für die im Ersten Weltkrieg gefallenen Soldaten.
Im Mittelalter war Trechwitz Mutterkirche. Bereits im Jahr 1186 wird ein gewisser "Otto in Trechewitz... sacerdotes" als Urkundenzeuge des Brandenburger Bischofs erwähnt. Von etwa 1450 bis nach 1690 hatte Trechwitz eine Tochterkirche in Damsdorf und vor 1541 auch in Nahmitz. Von 1541 bis nach 1690 wurde Trechwitz von Jeserig aus betreut und blieb bis 1959 eine Tochterkirche. Seit 1959 gehört Trechwitz zur Bochower Pfarre. Im Mittelalter war Trechwitz Teil des Sedes Brandenburg (1459), wurde vor 1573 zur Inspektion, 1806 zur Superintendentur Brandenburg-Neustadt und 1924 zur Superintendentur Lehnin. Für Trechwitz wurden zwei Pfarrhufen (1375, 1450) sowie Wiesenland und ein "Heiliger Mann" (1541) erwähnt. Die Visitatoren ermahnten 1558 den Patronatsherrn Michael Happe von Happberg wegen der widerrechtlichen Aneignung des Pfarrhauses. Das Patronatsrecht lag bis 1542 beim Zisterzienserkloster Lehnin, von 1542 bis 1558 beim Kurfürsten und seitdem beim Gut Trechwitz und damit chronologisch der Familie Happe von Happberg, ab 1629 von Blumenthal und von Redern, ab 1642 von Blumenthal sowie 1729 bis 1872 von Rochow.
Die Kirche in Trechwitz besteht heute aus einem barocken Putzbau, in den im Westen die Umfassungsmauern des mittelalterlichen Vorgängerbaus integriert wurden. Die Struktur dieser Mauern, bestehend aus Feldsteinen in regelmäßigen Lagen, weist auf eine Entstehungszeit im 13. Jahrhundert hin. Zwei kleine Fenster aus der Zeit der letzten Sanierung wurden zwischen den barocken Fenstern im Westen sichtbar belassen. Das nördliche Rundbogenfenster mit Feldsteinlaibung ist spätromanisch gestaltet, während das südliche seitliche Feldsteineinfassungen besitzt und mit einem gedrückt rundbogigen Abschluss aus großformatigen Backsteinen schließt.
Die oberen Mauerschichten bestehen aus unregelmäßigem Findlingsmauerwerk und stammen wahrscheinlich aus einer spätmittelalterlichen Erhöhung. Diese unterscheidet sich vom Ziegelmauerwerk der östlichen Kirchenerweiterung, die 1750 unter dem Patronatsherrn Ludolf Ehrenreich von Rochow erfolgte. Dabei wurde das Schiff unter Einbeziehung der alten Mauern um etwa das Doppelte nach Osten verlängert, wobei eine Gruft für die Familie unter dem Ostteil der Kirche entstand (siehe Abschnitt Rochow-Gruft). Als Baumeister für diese Umbauten wurde Georg Wenzeslaus von Knobelsdorff vermutet. Bisher wurden keine dokumentarischen Beweise für eine Mitarbeit des berühmten Baumeisters Friedrichs des Großen an der Trechwitzer Kirche gefunden. Allerdings besteht die Möglichkeit, dass er Kontakt zu Ludolf Ehrenreich von Rochow hatte, da dieser am Hof von Potsdam verkehrte. Der Sohn von Ludolf Ehrenreich von Rochow, Botho Wiegand von Rochow, heiratete Caroline Juliane von Knobelsdorff, die Tochter des Baumeisters – allerdings erst viel später. Dies lässt sich auch an einem Allianzwappen an der Patronatsloge nachvollziehen.
Ergänzungen wie zum Beispiel Puttenköpfe und andere dekorative Elemente stammen vermutlich aus dem späten 18. Jahrhundert. Im Jahr 1857 wurden Sockel, Gesimse und der Außenputz der Kirche erneuert, acht Kapitelle aus Gips ersetzt, neue Fenster eingebaut und die Dächer umgedeckt sowie die Turmhaube mit Schiefer bedeckt. Im Jahr 1899 wurde durch Maurermeister F. Jacob aus Lehnin eine neue Holzdecke in die Kirche eingebaut und das Innere sowie die Ausstattung renoviert. Eine weitere Renovierung erfolgte 1911. Während einer Putzerneuerung im Jahr 1934 wurde das mittelalterliche Mauerwerk wiederentdeckt. Ab 1959 wurde das Kircheninnere durch das kirchliche Bauamt renoviert, wobei alle Einbauten neu gefasst und die Patronatsloge zur Winterkirche umgestaltet wurde. Eine weitere umfassende Sanierung wurde von 1986 bis 1993 durchgeführt. Dabei wurden zwei mittelalterliche Fenster freigelegt, der Außenputz sowie der Farbanstrich erneuert, Stuckgliederungen ergänzt und auch die Fenster und das Dach erneuert. Schließlich wurde die Farbgebung der Inneneinrichtung auf der Grundlage von Untersuchungsergebnissen erneuert.

## Baubeschreibung

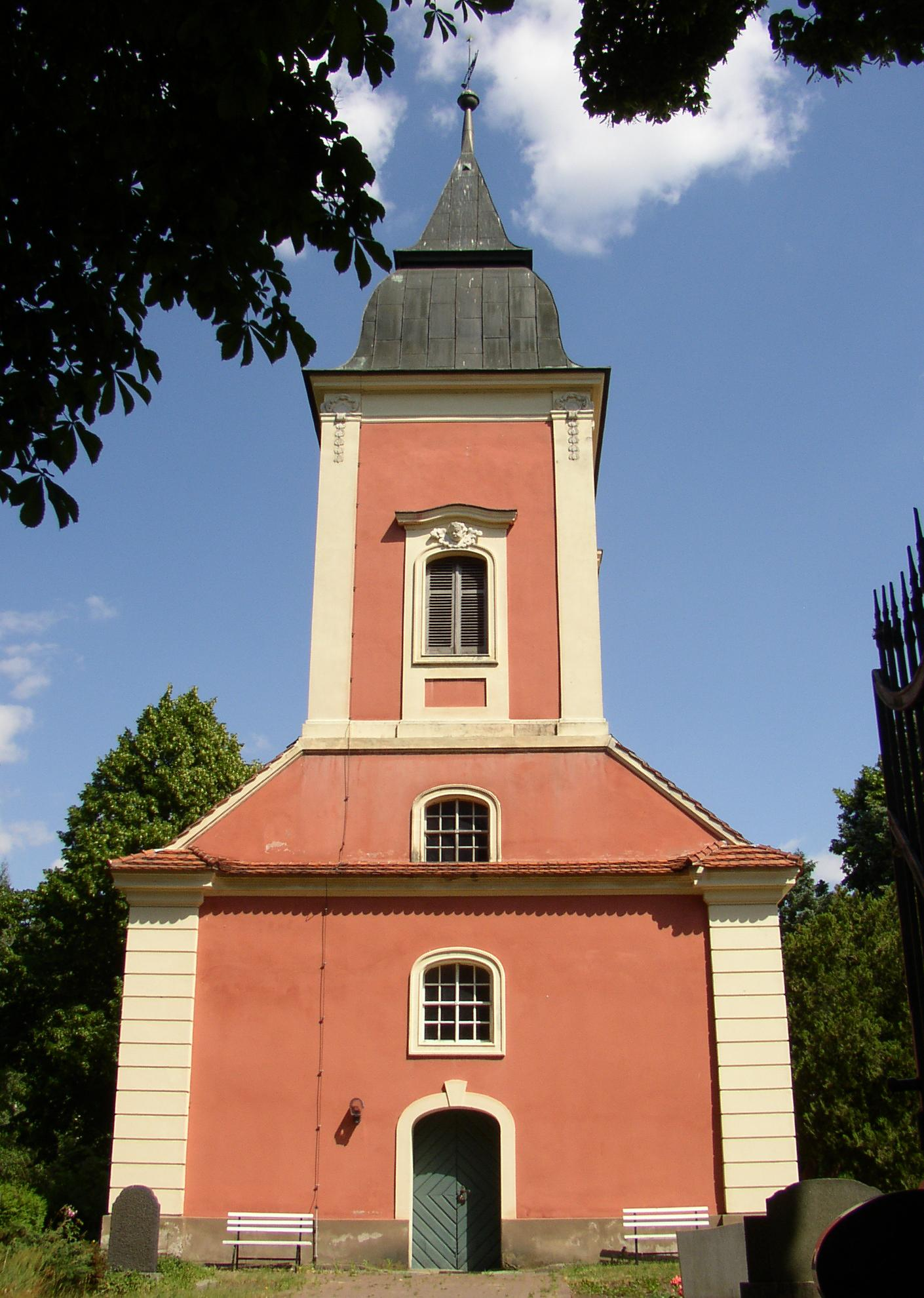
Ansicht aus Richtung Westen mit Blick auf den Turm

Der große, rechteckige Putzbau verfügt über einen quadratischen Westturm, der in das Satteldach mit Biberschwanz-Kronendeckung eingebunden ist, sowie einen kleinen Eingangsbau zur Gruft an der Ostseite. Die Fassaden sind durch kräftige Ecklisenen, einen einfachen Sockel und ein ausladendes, profiliertes Traufgesims gegliedert. Lisenen markieren auch den westlichen Turmbereich. Bis 1991 waren die Lisenen mit einer wechselnd rustizierten bzw. geriffelten Putzquaderung versehen, seither mit einfacher Nutung.
In den Längsseiten des Schiffs befinden sich jeweils drei große Flachbogenfenster. Die Vorhalle hat je ein Fenster im Norden und Süden. Die Fensterfaschen sind profiliert und nach unten ausgezogen. Die mittleren Fenster und die Fenster im Turmbereich zeichnen sich durch einen geflügelten Engelskopf aus Stuck aus, der teilweise mit vegetabilem Schmuck und Musikinstrumenten, teilweise mit einem Strahlenkranz oder Wolken versehen ist. Die Ostseite des Schiffs verfügt über ein rechteckiges Fenster, dessen Fasche unten in Voluten ausläuft. Der Ostgiebel ist mit einem Okulus und einer Stuckgliederung versehen, die eine stilisierte Vase mit einer eigentümlichen baumartigen Pflanze zeigt.
Der Turmschaft wird durch Eckpilaster gegliedert, die in ornamentierten Kapitellzonen enden. Der obere Abschnitt des Turms hatte bis 1991 eingetiefte Rechteckfelder. Der Turm schließt mit einem geschweiften Helm mit einem Oberteil in Pyramidenform ab. Ursprünglich hatte er eine Schindeldeckung, die 1857 durch Schiefer ersetzt wurde. Aktuell ist der Turm mit Kupfer gedeckt.
Das korbbogige Westportal der Kirche zeigt sich schlicht und mit einem aufgedoppelten Türblatt. Es wird von einer Fasche mit Schlussstein eingefasst. Über dem Portal befindet sich ein Korbbogenfenster mit profilierter Laibung.
Das Kircheninnere zeigt sich als geräumiger Saal mit einem hölzernen Spiegelgewölbe über einem reich profilierten Gesims. Der in den Westteil der Kirche eingezogene ist aus Ziegelsteinen gemauert. Sein Unterbau hat im Norden und Süden Rundbögen und im Osten einen Spitzbogen. Der Fußboden des Schiffs besteht aus quadratischen Ziegelplatten. Der erhöhte Altarbereich ist halbkreisförmig vorschwingend und um fünf Stufen erhöht. Darunter befindet sich die Gruft derer von Rochow (siehe Abschnitt Rochow-Gruft).
Der östliche Teil des Schiffs wird durch den Kanzelaltar geprägt, hinter dem sich die Ostempore befindet. Die großzügige westliche Vorhalle zeichnet sich durch einen Ziegelfußboden und gewendelte Treppen mit Brettbalustergeländern im Norden und Süden. Das Dachwerk des Schiffs weist kreuzförmige Verstrebungen auf. Aufgrund des weit in den Dachbereich hineinragenden Schiffsgewölbes gibt es nur geringen Dachraum mit einem engen Laufsteg.
Die Kirche wurde im Jahr 1991 durch Klaus Jacob unter restauratorischen Gesichtspunkten untersucht. Auf der Grundlage seiner Ergebnisse wurde eine Wiederherstellung der ursprünglichen Gestaltung vorgenommen. Dabei wurden auch Ergänzungen aus dem späten 19. Jahrhundert berücksichtigt. Die Farbgebung der Kirche ist von hellen und kühlen Grau-, Grün- und Blautönen geprägt, wobei das Gewölbe in Steingrau und die Wände in Weiß gehalten sind. Die Ausstattung wurde in einem hellen Grauton gestaltet. Im Jahr 1992 wurden auch die Blattgoldauflagen konserviert.

### Rochow-Gruft
Unter dem Ostteil der Kirche befindet sich die Gruft der Familie von Rochow. Es handelt sich um einen rechteckigen Raum mit einem Tonnengewölbe. Den Zugang bildet ein kleiner östlicher Vorbau mit einem geschweiften Dach und Segmentgiebel. Hier wurden unter anderem der Bauherr der Kirche Ludolf Ehrenreich von Rochow (1680–1751) sowie dessen Sohn Botho Wiegand von Rochow und seine Ehefrau Caroline Juliane geborene von Knobelsdorff bestattet.
Im Jahr 2016 wurde die Gruft des Rochowschen Erbbegräbnisses von einer Anthropologin archäologisch untersucht. Trotz der restaurativen Maßnahmen konnten nur drei der ursprünglich sechs Särge erhalten werden, sodass die überzähligen Knochen in den verbleibenden Holzkisten eingebettet wurden, ohne dass eine genaue Zuordnung möglich war: Die Schädel der Verstorbenen waren entnommen worden und es gab keine Anzeichen von Grabbeigaben wie Kleidung, Rüstungen oder Waffen. Die Gruft, die über Jahre hinweg vermauert war, wurde bei der Öffnung vermüllt und verschmutzt vorgefunden, mit aufgebrochenen Särgen und kreuz und quer verstreuten Knochen.

### Ausstattung

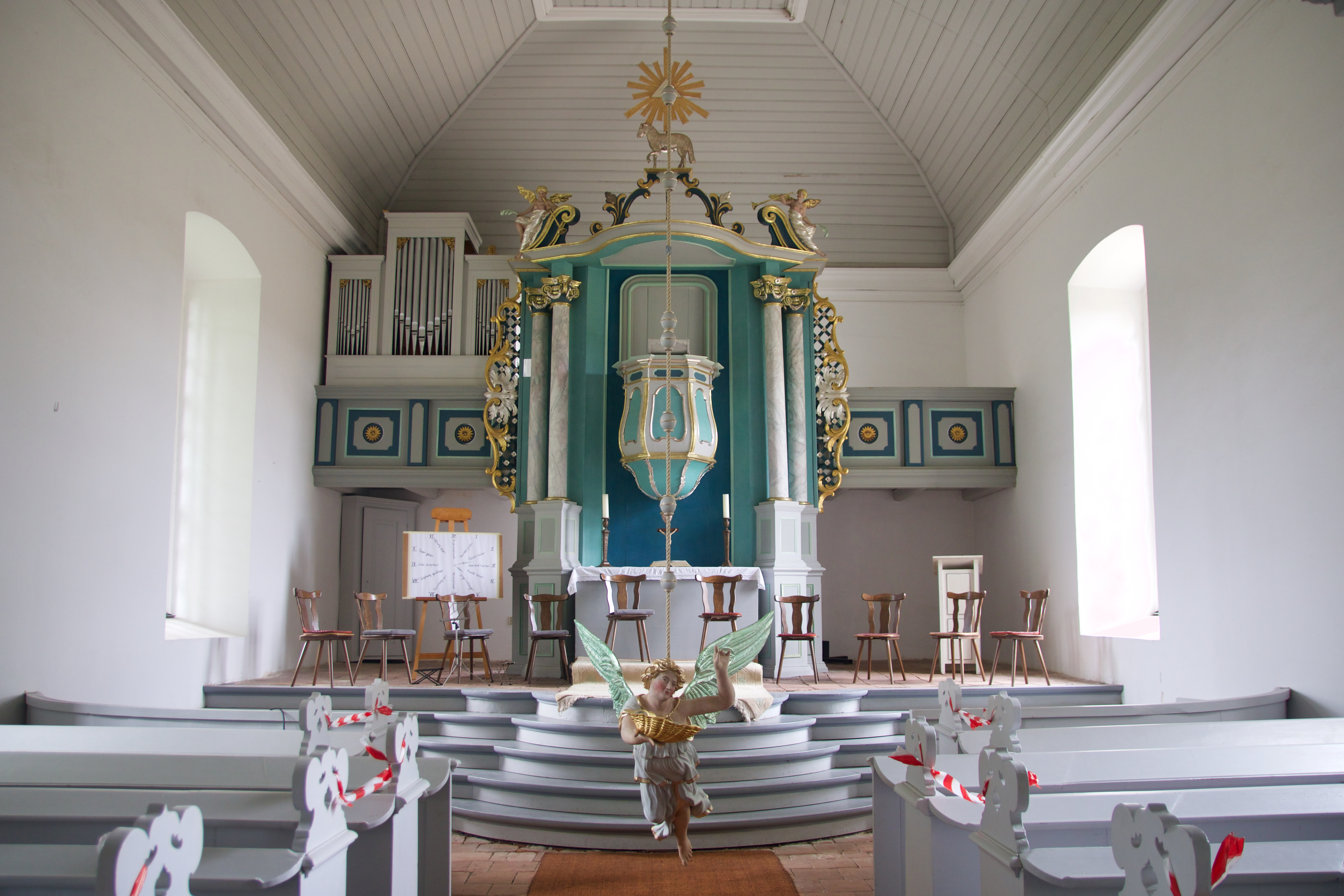
Innenansicht mit Blick auf Kanzelaltar, Orgelempore und Taufengel im Vordergrund

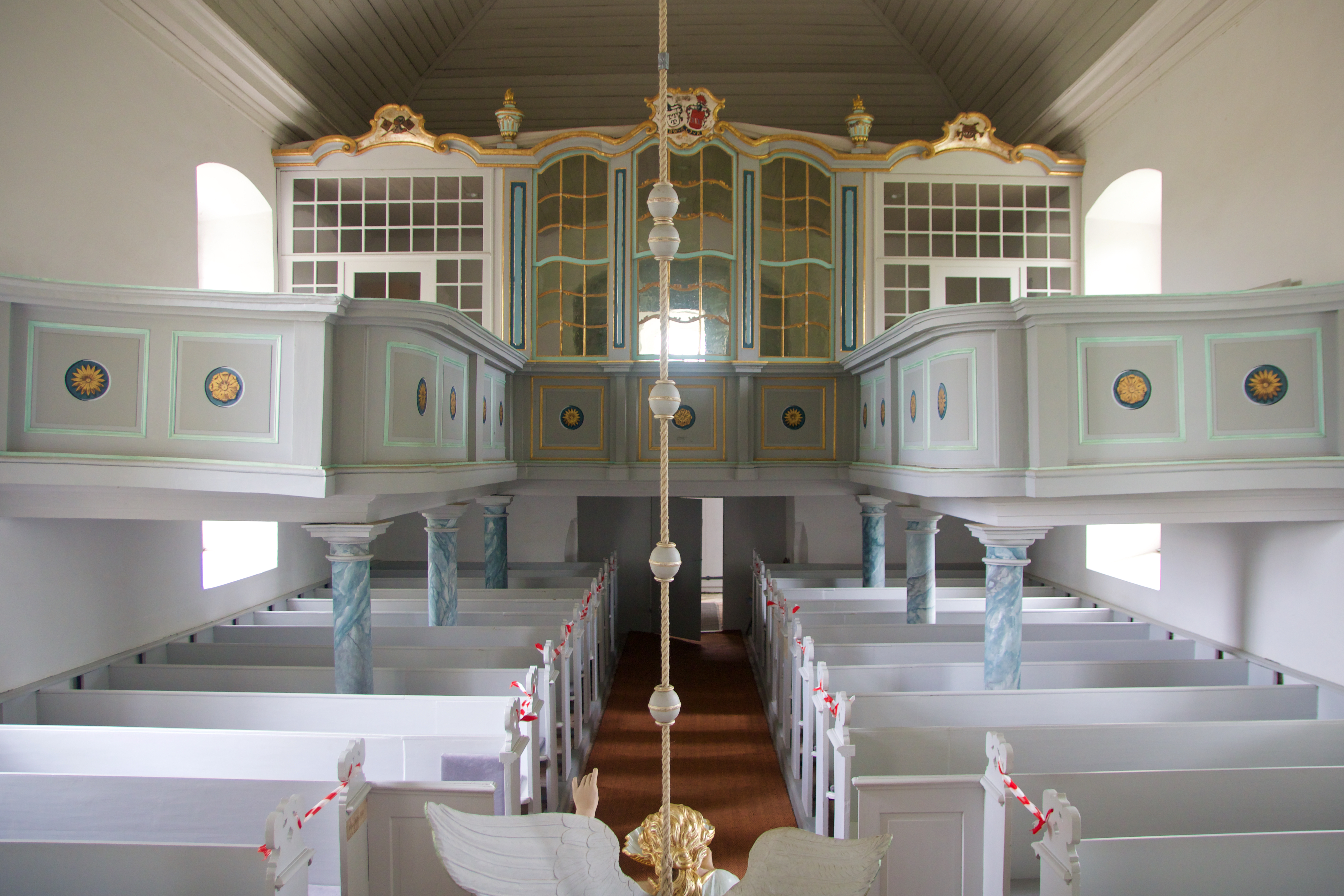
Innenansicht mit Blick auf die Empore

Der Kanzelaltar stammt aus der Mitte des 18. Jahrhunderts und wurde im Jahr 1992 restauriert. Es handelt sich um einen hölzernen Aufbau, der mit gekuppelten, marmorierend bemalten ionischen Säulen versehen ist. Die inneren Säulen sind schräggestellt und die vorspringende Abdeckung dient gleichzeitig als Schalldeckel für die Kanzel. Der fünfseitige Korb der Kanzel ist bauchig ausgeschwungen und endet unten in einem traubenartigen Zapfen. An den schmalen seitlichen Wangen befindet sich geschnitztes stilisiertes Blattwerk vor einem Gitter. Der Aufsatz ist mit einem Lamm und dem Auge Gottes versehen, während seitlich reduzierte Sprenggiebel von Posaunenengeln getragen werden.
Ein Kreuzigungsretabel gelangte bereits im Jahr 1876 ins Märkische Museum in Berlin und 1945 ins Nationalmuseum Stettin. Es wurde laut Inventareintrag in das Jahr 1468 datiert und wurde wahrscheinlich in einer Werkstatt der Stadt Brandenburg an der Havel gefertigt. Es handelt sich um ein spätgotisches Retabel mit Schnitzfiguren des Gekreuzigten zwischen Maria und Johannes im Schrein sowie je vier Heiligenfiguren (eine fehlt) unter Maßwerkbaldachinen in den Flügeln.
Das Gemeindegestühl stammt im Kern aus dem 18. Jahrhundert und wurde Mitte des 19. Jahrhunderts zum Mittelgang hin verlängert. Es ist in zwei Blöcken angeordnet und hat einfache Gestühlwangen mit gesägtem Zieraufsatz und einer geschwungenen vorderen Brüstung. An mehreren Stellen der Wangen wurden Bleistift-Inschriften freigelegt, die Namen von Stuhlinhabern enthalten, wie z. B. „Neu Büdener Stuhl“ und „Alt Büdener Stuhl“ aus dem Jahr 1857.
Die Ostempore befindet sich hinter dem Kanzelaltar und stammt aus der Mitte des 18. Jahrhunderts. Sie verfügt über eine Treppe mit Brettbalustergeländer sowie einfache ältere Holzbänke. Die Westempore stammt aus der zweiten Hälfte des 18. Jahrhunderts. Sie ist hufeisenförmig und ruht auf toskanischen Holzsäulen mit marmorierender Bemalung. Die Brüstungen sind durch konvex und konkav geschwungene Formen sowie einen reich profilierten Abschluss gekennzeichnet. Die rechteckigen Brüstungsfelder wurden im späten 19. Jahrhundert mit Rosetten bemalt. Der Westteil der Empore wurde als verglaste Patronatsloge gestaltet, deren Mittelteil geschwungene Fenster in Rokokoformen hat. In der Mitte des ebenfalls geschwungenen Abschlussgesimses befindet sich eine Kartusche mit Allianzwappen (um 1770) und den Initialen B W v R und C J v K, Botho Wiegand von Rochow und Caroline Juliane von Knobelsdorff. Am Gesims sind auf der Nordseite gekreuzte Posaunen auf einer Trommel auf der Südseite eine Reichsfahne mit Helm dargestellt. Bei der Einrichtung der Loge als Winterkirche wurden auch die Seitenteile durch verglaste Wände abgeschlossen. Darin befindet sich ein Harmonium.
In der Nordostecke des Kirchenraums unter der Empore befindet sich ein Eckschrank, der aus dem frühen 19. Jahrhundert stammt. Auf der Innenseite der Tür findet sich mehrere Inschriften, die älteste von 1838. Hauptsächlich werden Todesfälle, aber auch Brände (1875) und der Bau eines Schulhauses (1840) erwähnt.
Eine Bronzeglocke stammt aus dem 13. Jahrhundert und trägt eine Inschrift mit dem Namen Heinrikus der dem Lehniner Abt Heinrich zugeordnet wird, der vor 1230 bis um 1245 amtierte. Die Glocke hat einen Durchmesser von 79 Zentimetern und zeichnet sich durch ihre scharfe untere Kante und raue Oberfläche aus. Die große Bronzeglocke, auch Münzenglocke genannt, stammt aus dem Jahr 1420 oder laut Meldebogen von 1940 sogar aus 1408. Sie hat einen Durchmesser von 96 Zentimetern und zeichnet sich durch zahlreiche aufgedruckte Münzen aus. Während des Ersten Weltkriegs konnte durch den Einsatz des Lehrers Hans Busch und des Guts die Abgabe der beiden wertvollen Trechwitzer Glocken an die Rohstoffsammlung verhindert werden.

#### Orgel

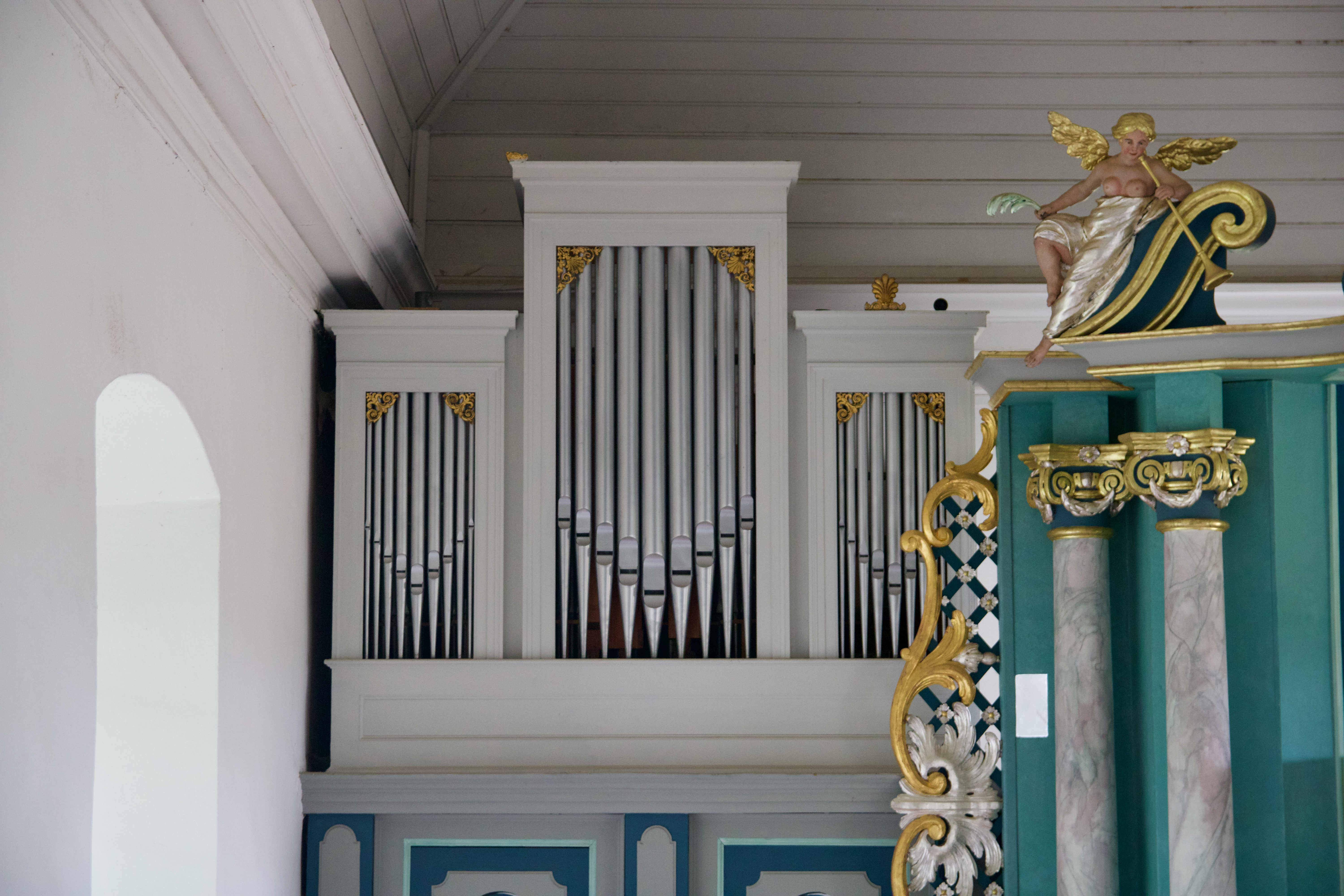
Orgel in der Trechwitzer Kirche

Die Orgel wurde im Jahr 1844 von dem Orgelbaumeister Gottlieb Heise aus Potsdam geplant und im Jahr 1846 erbaut. Sie steht gesondert unter Denkmalschutz. Es handelt sich um ein kleines Instrument auf der Nordseite der Ostempore. Die Orgel verfügt über fünf Register und ein Manual ohne Pedal. Der schlichte dreiteilige Prospekt hat einen erhöhten Mittelteil.

#### Taufengel

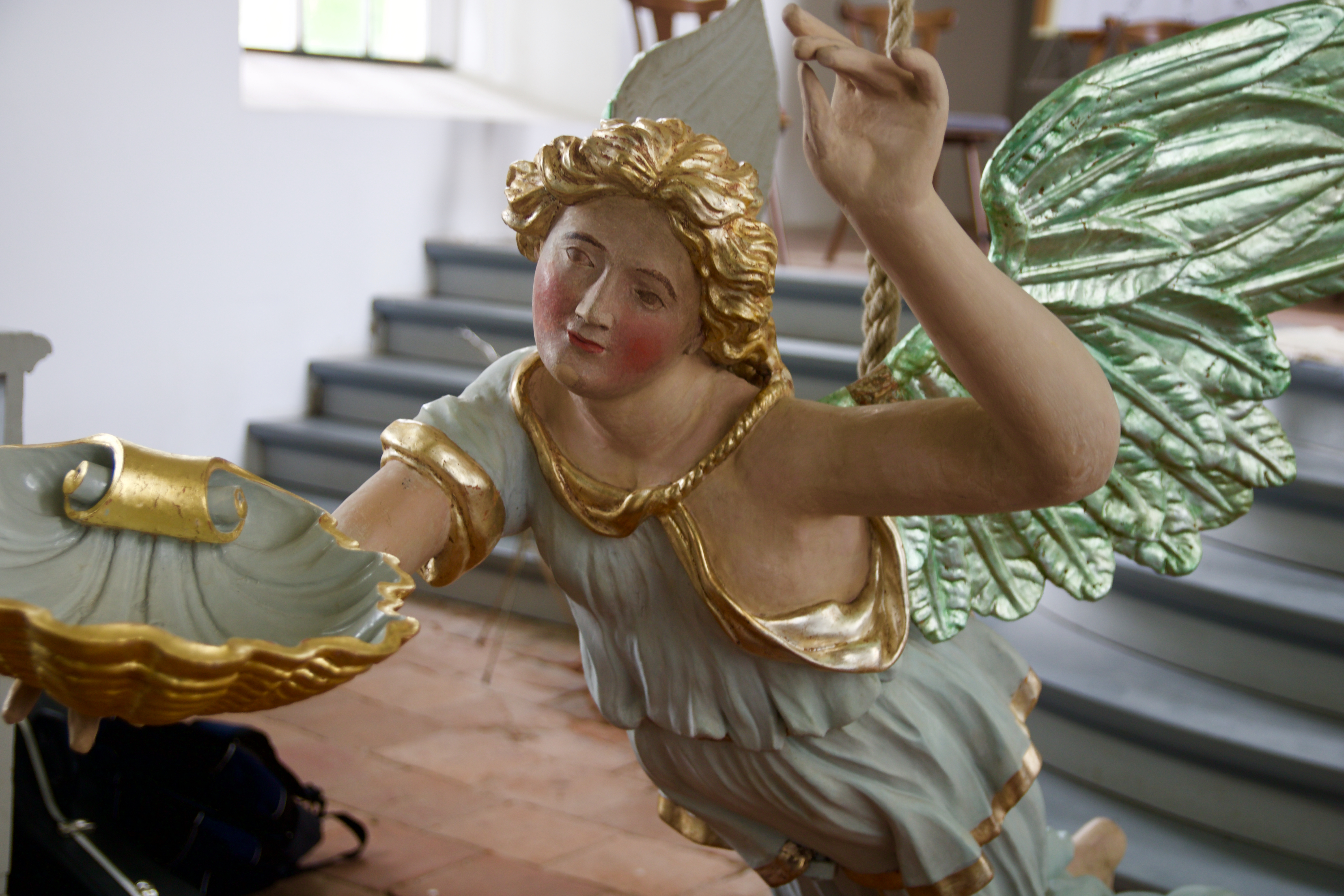
Taufengel

Der Taufengel stammt aus der Mitte des 18. Jahrhunderts. Es handelt sich um eine anmutig schwebende und elegante Figur. Es kann angenommen werden, dass der Taufengel zur gleichen Zeit wie der Kanzelaltar und die Emporen geschaffen wurde und die Elemente aufeinander abgestimmte Farbfassungen aufwiesen. Der Engel hängt immer noch an seinem ursprünglichen Platz vor dem Altar und trägt in seiner rechten Hand eine neuere runde Holzschüssel, in die die unverzierte Taufschale aus Zinn eingelegt wird. Das Attribut der linken Hand, vermutlich ein Palmzweig, ist nicht mehr vorhanden. Das zweiteilige weiße Gewand mit goldenen Säumen wird im Oberteil von einer vergoldeten Kordel gehalten, die über die linke Schulter gelegt ist und in weichen flatternden Falten fällt. Das Haar ist gescheitelt und im Nacken zu einem Zopf geknotet.
Während der Restaurierung 1991/92 wurden mehrere Übermalungsschichten entfernt, und der Engel wurde neu gefasst, wobei die Originalfarbgebung berücksichtigt wurde. Das Gesicht des Engels blieb erhalten und wurde retuschiert. Vor den Restaurierungsarbeiten hatte der Engel eine Übermalung mit einem roten Rock und einem blauen Oberteil.
Die Aufhängung an einem mit Holzkugeln geschmückten Seil ist variabel in der Höhe. Am Karfreitag, den 13. April 2001, wurde das Hanfseil, an dem der Engel auf dem Dachboden befestigt war, von einem Marder durchgebissen, sodass der Engel abstürzte. Die entstandenen Schäden wurden durch weitere restauratorische Maßnahmen behoben.